# إرجني (باد كاليه)
إرجني، باد كاليه (بالفرنسية: Ergny)‏ هي بلدية تقع في إقليم باد كاليه من منطقة نور با دو كاليه في شمال فرنسا. تبلغ مساحة هذه المدينة 9.29 (كم²)، وترتفع عن سطح البحر 113 م، يبلغ عدد سكانها 173 نسمة حسب إحصاء المعهد الوطني للإحصاء والدراسات الاقتصادية سنة 2009 م. وترأس Paul Delcloy البلدية خلال فترة (2008-2014).